# لاوینگن
شهر لاوینگن (به آلمانی: Lauingen) در ایالت بایرن در کشور آلمان واقع شده‌است.